# Jean van der Westhuyzen
Jean van der Westhuyzen (Ciudad del Cabo, 9 de diciembre de 1998) es un deportista australiano nacido en Sudáfrica que compite en piragüismo en la modalidad de aguas tranquilas Su hermano Pierre compite en el mismo deporte.
Participó en dos Juegos Olímpicos de Verano, obteniendo dos medallas, oro en Tokio 2020 (K2 1000 m) y bronce en París 2024 (K2 500 m). Ganó tres medallas en el Campeonato Mundial de Piragüismo, en los años 2022 y 2023.
En 2022 fue condecorado con la Medalla de la Orden de Australia (OAM).

## Palmarés internacional
| Juegos Olímpicos   | Juegos Olímpicos     | Juegos Olímpicos  | Juegos Olímpicos |
| Año                | Lugar                | Medalla           | Competición      |
| ------------------ | -------------------- | ----------------- | ---------------- |
| 2020               | Tokio (Japón)        | Medalla de oro    | K2 1000 m        |
| 2024               | París (Francia)      | Medalla de bronce | K2 500 m         |
| Campeonato Mundial |                      |                   |                  |
| Año                | Lugar                | Medalla           | Competición      |
| 2022               | Halifax (Canadá)     | Medalla de plata  | K1 500 m         |
| 2022               | Halifax (Canadá)     | Medalla de bronce | K2 500 m         |
| 2023               | Duisburgo (Alemania) | Medalla de plata  | K1 500 m         |